# Altheim (Dietersheim)

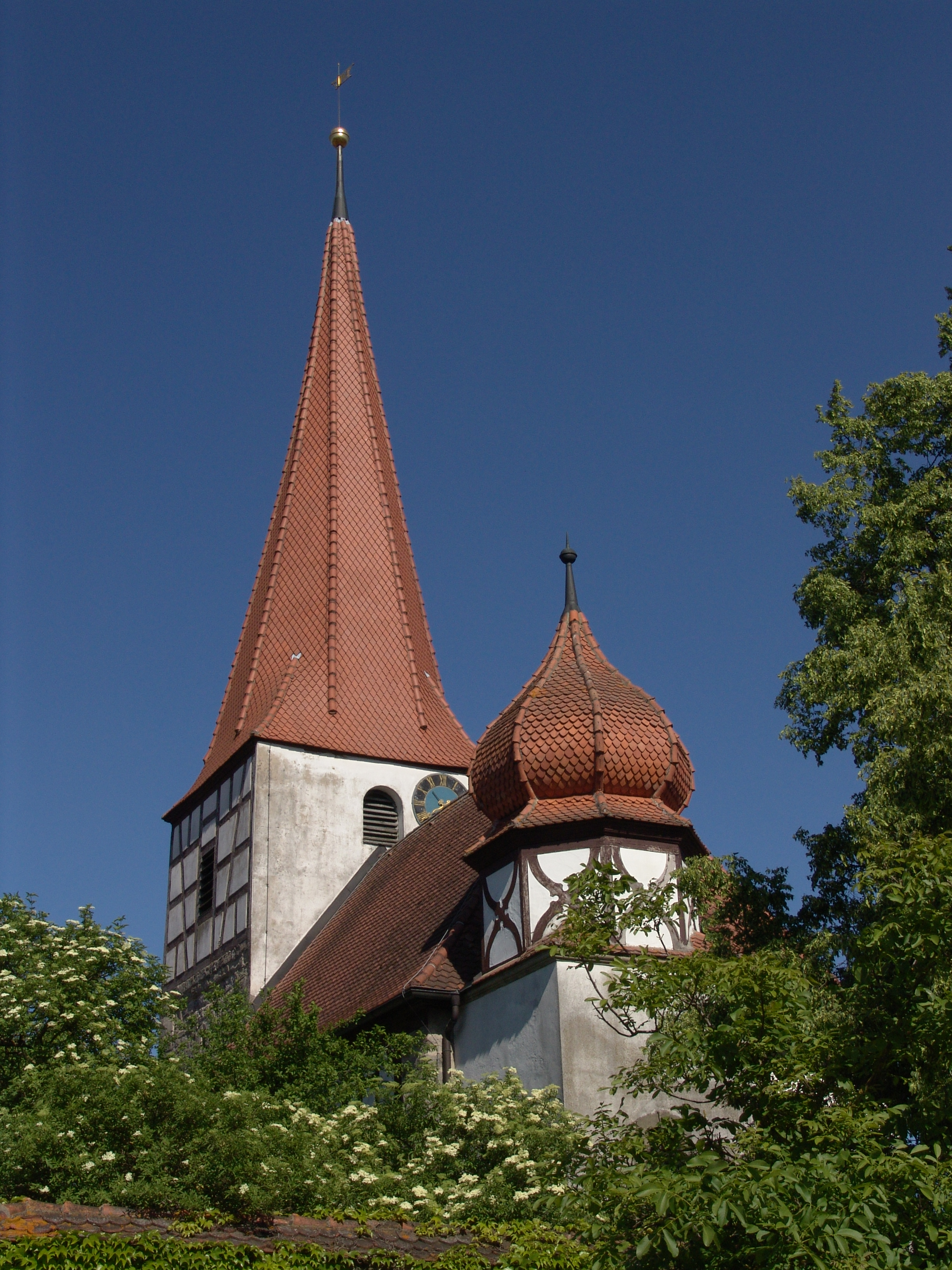
Evangelisch-lutherische Pfarrkirche St. Maria, Simon und Judas

Altheim (fränkisch: Ahlda) ist ein Gemeindeteil der Gemeinde Dietersheim im Landkreis Neustadt an der Aisch-Bad Windsheim (Mittelfranken, Bayern). Die Gemarkung Altheim hat eine Fläche von 7,921 km². Sie ist in 790 Flurstücke aufgeteilt, die eine durchschnittliche Fläche von 10.027,22 m² haben. In ihr liegen neben dem namensgebenden Ort die Gemeindeteile Hausenhof und Schormühle.

## Geografie
Das Pfarrdorf liegt am Aisch-Flutkanal und an der Aisch. Unmittelbar nördlich des Ortes erhebt sich der Kirchberg (324 m ü. NHN), im Westen liegt das Gänsfeld und im Osten Am Wasen. Die Kreisstraße NEA 26 verläuft nach Unternesselbach (3 km nördlich) bzw. nach Dottenheim zur Bundesstraße 470 (0,8 km südöstlich). Eine Gemeindeverbindungsstraße führt nach Kaubenheim zur Kreisstraße NEA 35 (3,2 km südwestlich).

## Geschichte
Am westlichen Dorfrand befinden sich Überreste von merowingischen Reihengräbern mit dem typischen elliptischen Grundriss des 6. und 7. Jahrhunderts, weswegen man davon ausgehen kann, dass eine Besiedlung bereits im 5. Jahrhundert zur Zeit des Königs Chlodwig I. erfolgte und Altheim als eine der ersten Siedlungen des mittleren Aischtals angesehen werden kann. Wahrscheinlich wurde vom Würzburger Bischof Burkard dort im Jahr 750 eine Martinkirche geweiht. Die erste schriftliche Erwähnung des Ortes findet sich in einer Urkunde des Klosters Fulda, die im Zeitraum von 750 bis 779 entstand. Schon damals hieß der Ort Altheim wahrscheinlich zur Unterscheidung von dem jüngeren Dottenheim.
Das Kloster Münchaurach besaß seit 1133 Altheim mit Kirche und Kapelle, wie aus einem Schutzbrief des Kaisers Friedrich I. (1158) hervorgeht. Die Kirche wurde 1463 erneuert. Bis die evangelische Lehre und Kirchenführung der 1528 einsetzenden Reformation in Altheim gesichert war, verging beinahe ein Jahrhundert. Seit dem 17. Jahrhundert gab es ein Wasserschloss, das ursprünglich den Herren von Hohenlohe gehörte und später Sitz des klostermünchaurachischen Vogteiamts Altheim-Rüdisbronn (mit seinem berüchtigten Verwalter Siegmund Berchtold, der 1598 bis 1601 Stadtvogt von Neustadt an der Aisch wurde) war. Im Jahre 1621 überfielen während des Dreißigjährigen Kriegs Söldner unter anderem Altheim, wo sie 40 Gulden erbeuteten.
Gegen Ende des 18. Jahrhunderts gab es in Altheim 62 Anwesen. Das Hochgericht übte das brandenburg-bayreuthische Vogtamt Altheim aus. Es hatte gegebenenfalls an das Vogtamt Lenkersheim auszuliefern. Die Dorf- und Gemeindeherrschaft hatte das Kastenamt Windsheim. Alle Anwesen hatten das Fürstentum Bayreuth als Grundherrn (Vogtamt Altheim: Pfarrhaus, Schulhaus, Kirche, Schlösslein, 1 Mühle, 1 Hof mit Schäferei, 2 Wirtshäuser, 15 Huben, 22 Halbhuben, 13 Sölden, 1 Tropfhaus, 1 Gemeindeschmiede; Kastenamt Ipsheim: 1 Gut, 1 Haus).
Von 1797 bis 1810 unterstand der Ort dem Justizamt Külsheim und Kammeramt Ipsheim. Im Jahre 1810 kam Altheim zum Königreich Bayern. Im Rahmen des Gemeindeediktes wurde 1811 der Steuerdistrikt Altheim gebildet, zu dem Dottenheim, Hausenhof, Oberdachsbach, Obernesselbach, Schormühle und Walddachsbach gehörten. 1817 entstand die Ruralgemeinde Altheim, die deckungsgleich mit dem Steuerdistrikt war. Mit dem Zweiten Gemeindeedikt (1818) wurden vier Ruralgemeinden gebildet:
- Altheim mit Hausenhof und Schormühle,
- Dottenheim,
- Obernesselbach,
- Walddachsbach mit Oberdachsbach.[15][16]

Die Ruralgemeinde Altheim war in Verwaltung und Gerichtsbarkeit dem Landgericht Windsheim zugeordnet und in der Finanzverwaltung dem Rentamt Ipsheim. Ab 1862 gehörte Altheim zum Bezirksamt Uffenheim (1939 in Landkreis Uffenheim umbenannt) und ab 1856 zum Rentamt Windsheim (1919 in Finanzamt Windsheim umbenannt, seit 1972 Finanzamt Uffenheim). Die Gerichtsbarkeit blieb beim Landgericht Windsheim (1879 in Amtsgericht Windsheim umbenannt), seit 1973 ist das Amtsgericht Neustadt an der Aisch zuständig. Die Gemeinde hatte 1964 eine Gebietsfläche von 7,923 km².
Am 1. Juli 1972 wurde Altheim im Zuge der Gebietsreform in Bayern nach Dietersheim eingemeindet.
Im Wettbewerb Unser Dorf soll schöner werden des Landkreises Neustadt an der Aisch-Bad Windsheim, wurde Altheim im Jahre 1973 mit einer Silbermedaille ausgezeichnet.

### Baudenkmäler
In Dietersheim gibt es neun Baudenkmäler:
- Evangelisch-lutherische Pfarrkirche St. Maria, Simon und Judas.
- Pfarrhaus
- Wasserschloss
- ehemalige Schäferei
- Feuerwehrhaus
- diverse Bauernhöfe

### Bodendenkmäler
In der Gemarkung Altheim gibt es acht Bodendenkmäler.

### Einwohnerentwicklung
Gemeinde Altheim
| Jahr      | 1818   | 1840   | 1852   | 1855   | 1861   | 1867   | 1871   | 1875   | 1880   | 1885   | 1890   | 1895   | 1900   | 1905   | 1910   | 1919   | 1925   | 1933   | 1939   | 1946   | 1950   | 1952   | 1961   | 1970   |
| Einwohner | 397    | 379    | 339    | 347    | 352    | 355    | 368    | 385    | 370    | 358    | 317    | 334    | 324    | 334    | 344    | 336    | 297    | 316    | 296    | 492    | 494    | 438    | 295    | 272    |
| Häuser    | 59     | 63     |        |        |        |        | 65     |        |        | 65     | 67     |        | 67     |        |        |        | 64     |        |        |        | 63     |        | 66     |        |
| Quelle    | [ 23 ] | [ 24 ] | [ 25 ] | [ 25 ] | [ 26 ] | [ 27 ] | [ 28 ] | [ 29 ] | [ 30 ] | [ 31 ] | [ 32 ] | [ 25 ] | [ 33 ] | [ 25 ] | [ 34 ] | [ 25 ] | [ 35 ] | [ 25 ] | [ 25 ] | [ 25 ] | [ 36 ] | [ 25 ] | [ 18 ] | [ 37 ] |

Ort Altheim
| Jahr      | 001818 | 001840 | 001861 | 001871 | 001885 | 001900 | 001925 | 001950 | 001961 | 001970 | 001987 | 002013 | 002014 |
| Einwohner | 393    | 367    | 336    | 355    | 343    | 314    | 284    | 478    | 286    | 266    | 219    | 216    | 218    |
| Häuser    | 58     | 60     |        |        | 63     | 64     | 62     | 61     | 64     |        | 61     |        |        |
| Quelle    | [ 23 ] | [ 24 ] | [ 26 ] | [ 28 ] | [ 31 ] | [ 33 ] | [ 35 ] | [ 36 ] | [ 18 ] | [ 37 ] | [ 38 ] | [ 39 ] | [ 1 ]  |

## Religion
Der Ort ist Sitz der Pfarrei St. Maria, Simon und Judas und ist seit der Reformation evangelisch-lutherisch geprägt.